# Hans von und zu Gilsa
Hans Karl Philipp Eitel von Gilsa (* 20. September 1890 in Gilsa (Neuental); † 24. Februar 1974 in Bad Gastein) war ein deutscher Landrat.

## Leben

### Herkunft und Familie
Hans von und zu Gilsa entstammte dem hessischen Adelsgeschlecht derer von Gilsa, das seinen Stammsitz in Gilsa hat und aus dem zahlreiche namhafte Persönlichkeiten hervorgegangen sind. Er war ein Sohn des Gutsbesitzers Felix Eitel von Gilsa (1840–1916) und dessen Ehefrau Berta Sanders (1855–1935) und wuchs mit seinen Geschwistern Clementine Maria Alicia (1884–1975, ⚭ Dr. Wilhelm Christ), Friedrich Wilhelm (1888–1914, Leutnant) und Otto Hermann Eitel (1896–1976, Oberst) auf.
Sein Großvater war der preußische Generalmajor Friedrich von Gilsa.

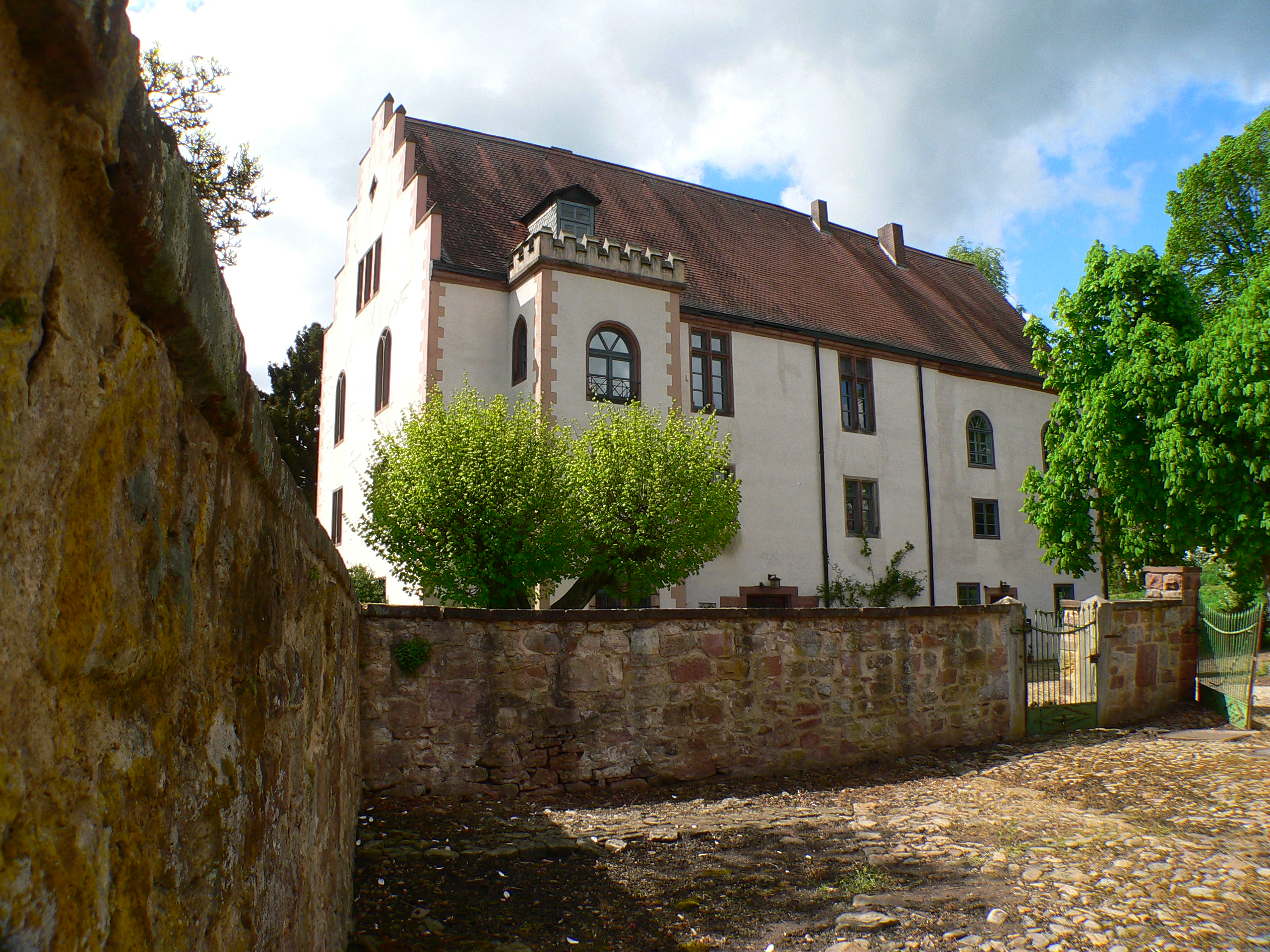
Schloss Gilsa, Stammsitz der Adelsfamilie von Gilsa

### Werdegang und Wirken
Nach dem Abitur am Gymnasium Schleusingen im Jahre 1911 absolvierte er ein Studium der Rechts- und Staatswissenschaften an den Universitäten in Freiburg, München, Göttingen und Marburg. Sein Referendariat wurde durch seinen Kriegsdienst unterbrochen. Nach dem Krieg war er bei den Regierungen in Kassel und Gumbinnen sowie bei den Landratsämtern in Jüterbog und Borken eingesetzt, bevor er 1925 Regierungsrat bei der Regierung Arnsberg wurde. Zum Jahresbeginn 1934 wurde er zunächst kommissarischer und ab dem 3. Juli 1934 definitiver Landrat des Kreises der Eder. Dieses Amt hatte er bis zur Auflösung des Kreises im Jahre 1942 inne. Zuvor war er als Regierungsrat bei den Regierungen in Merseburg und Kassel tätig.
Ab dem 9. April 1941 musste er als Rittmeister der Reserve am Zweiten Weltkrieg teilnehmen, geriet in Kriegsgefangenschaft und wurde bis April 1946 interniert.
Nach seiner Entlassung fand er keine weitere Verwendung als Beamter.
Am 29. Juni 1937 hatte er die Aufnahme in die NSDAP beantragt und war rückwirkend zum 1. Mai desselben Jahres aufgenommen worden (Mitgliedsnummer 4.505.469).

### Öffentliche Ämter
- Obervorsteher der Stifts Kaufungen.